# Балсовик
Балсовик (рос. Балсовик) — присілок в Псковському районі Псковської області Російської Федерації.
Населення становить 9 осіб. Входить до складу муніципального утворення Логозовська волость.

## Історія
Від 2015 року входить до складу муніципального утворення Логозовська волость.

## Населення
| 2001 | 2002 | 2010 | 2012 |
| ---- | ---- | ---- | ---- |
| 8    | ↘6   | ↗10  | ↘9   |